# 高知县
33°26′N 133°26′E / 33.433°N 133.433°E
高知縣（日语：／〔〕 Kōchi ken */?）是日本四國島的一個縣，位於四國島南部的太平洋側，縣都位於高知市。舊稱土佐國。有「日本最后一條清流」之稱的四萬十川流經該縣。
高知縣總面積7,102.28平方公里。該縣是農業縣，經濟規模小，且人口持續減少，是日本農村人口外流現象較嚴重的縣之一。對外交通相較于四國島其他縣份為不便。
高知縣也是土佐犬原產地。

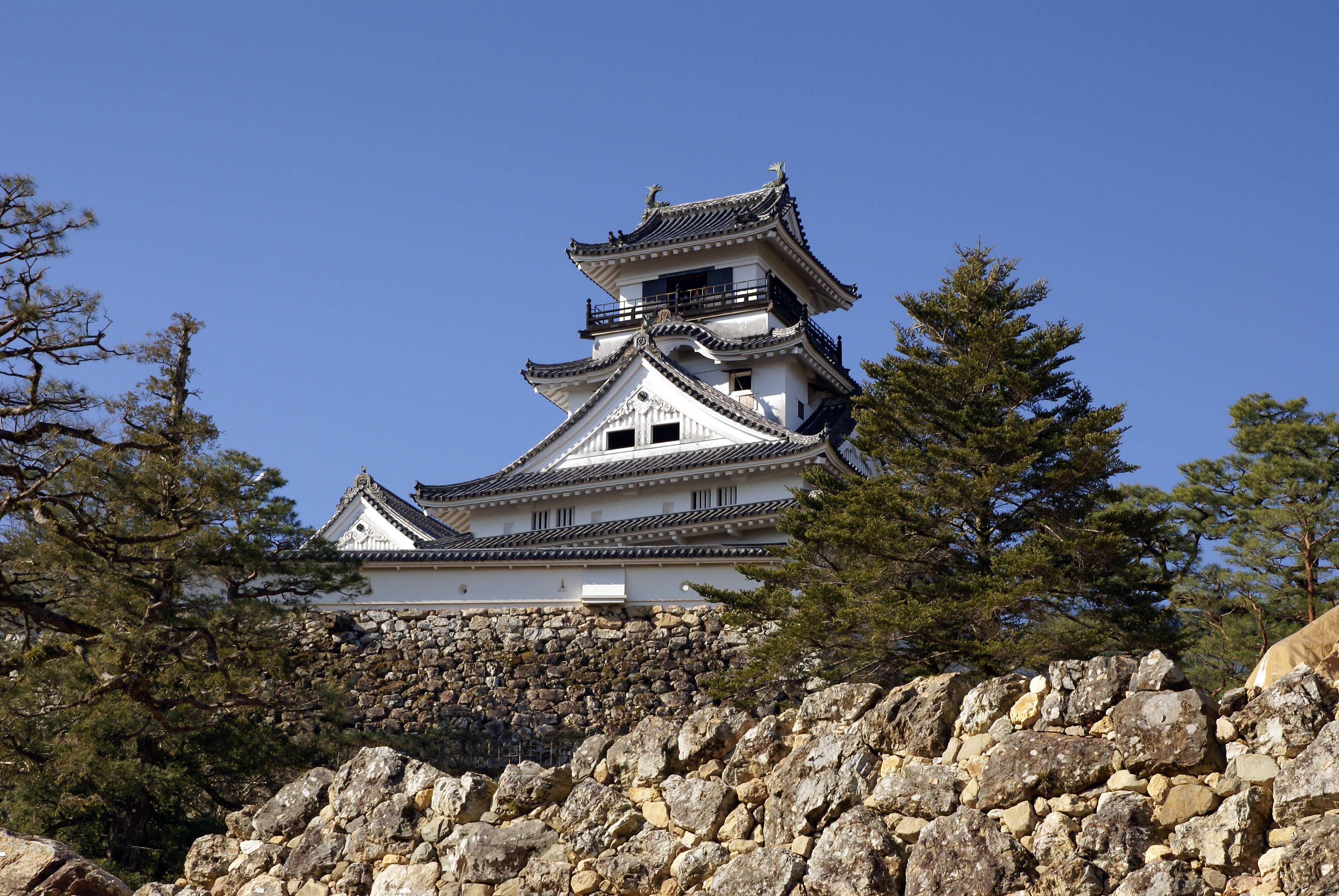
高知城
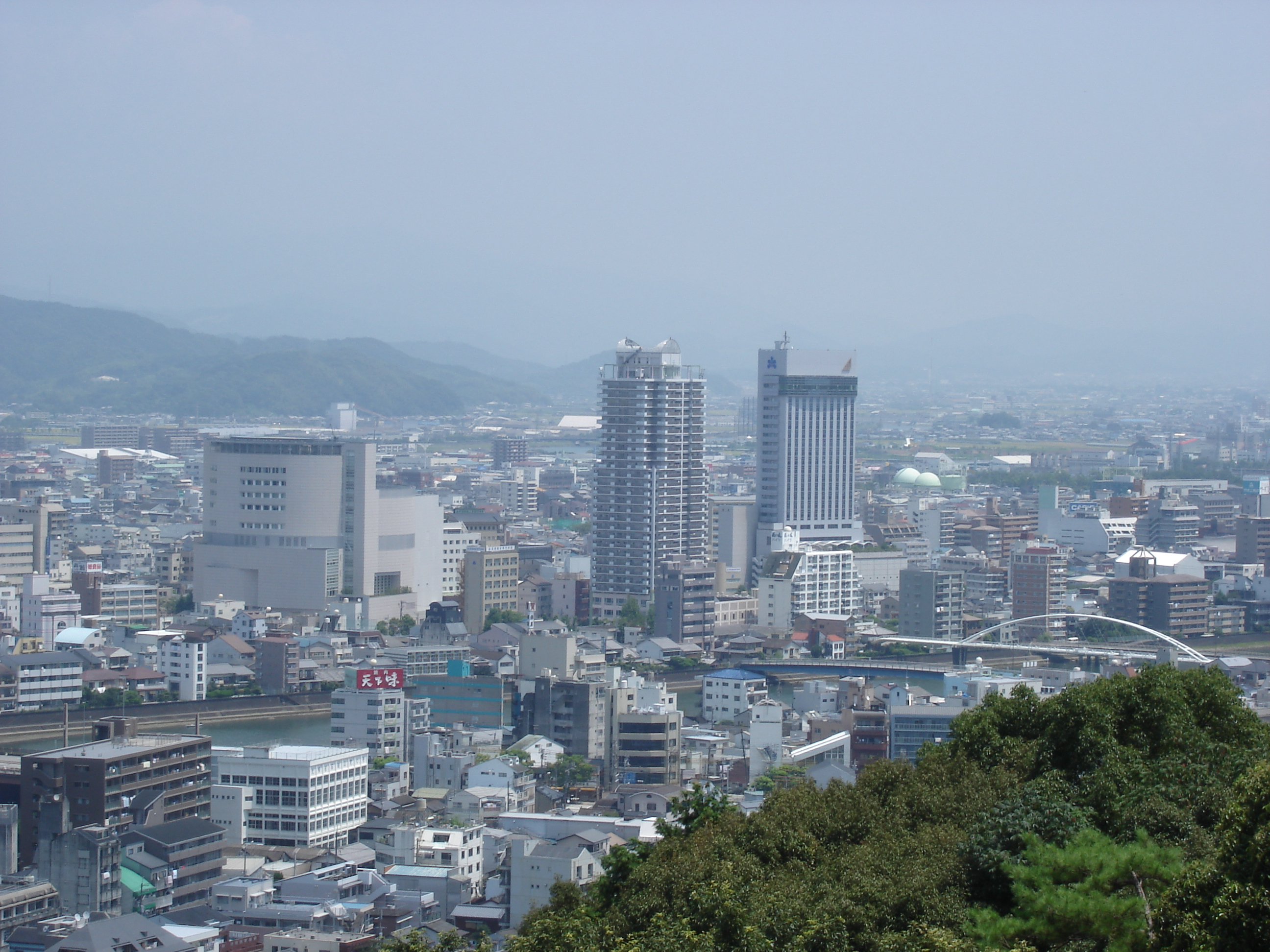
高知縣
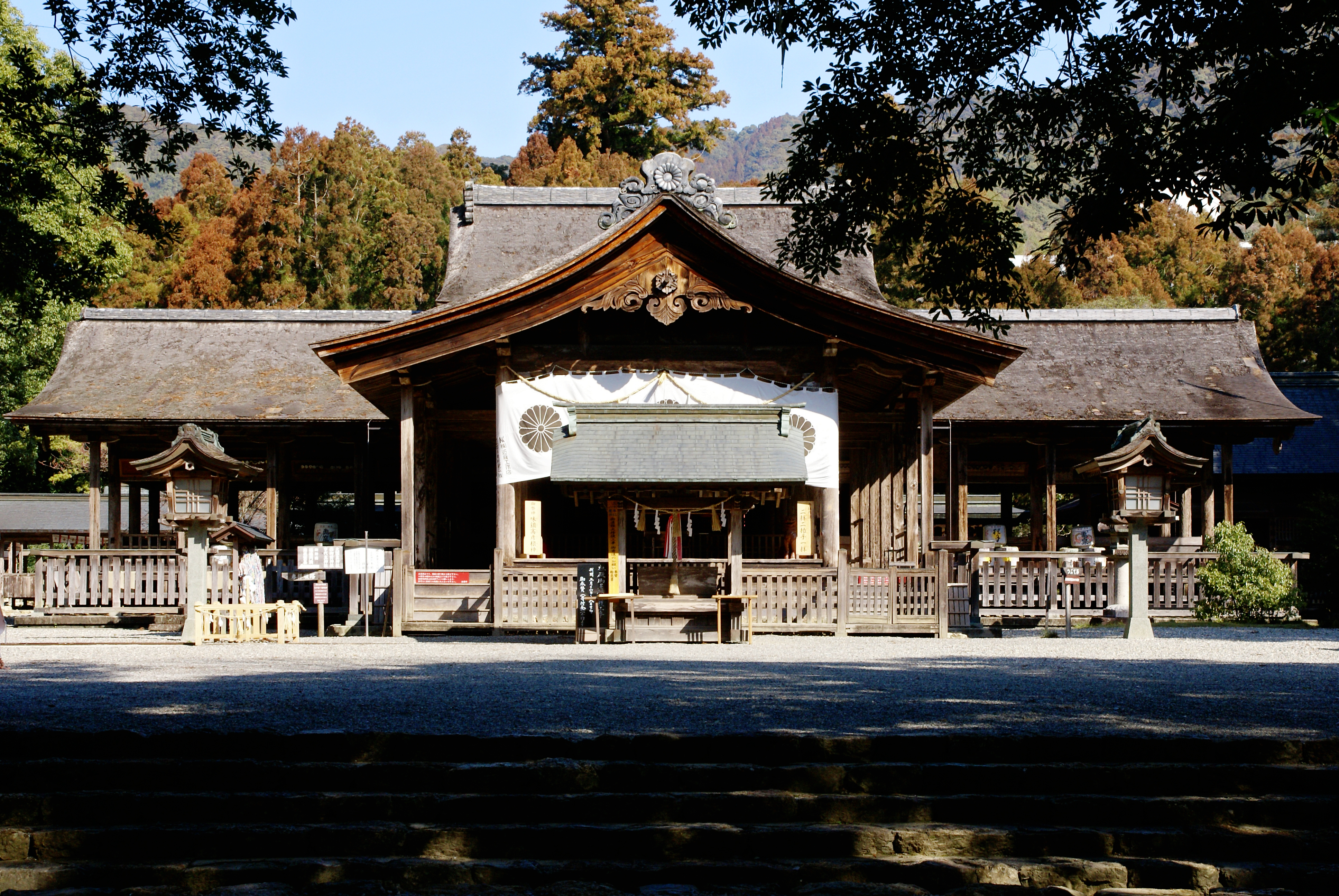
土佐神社
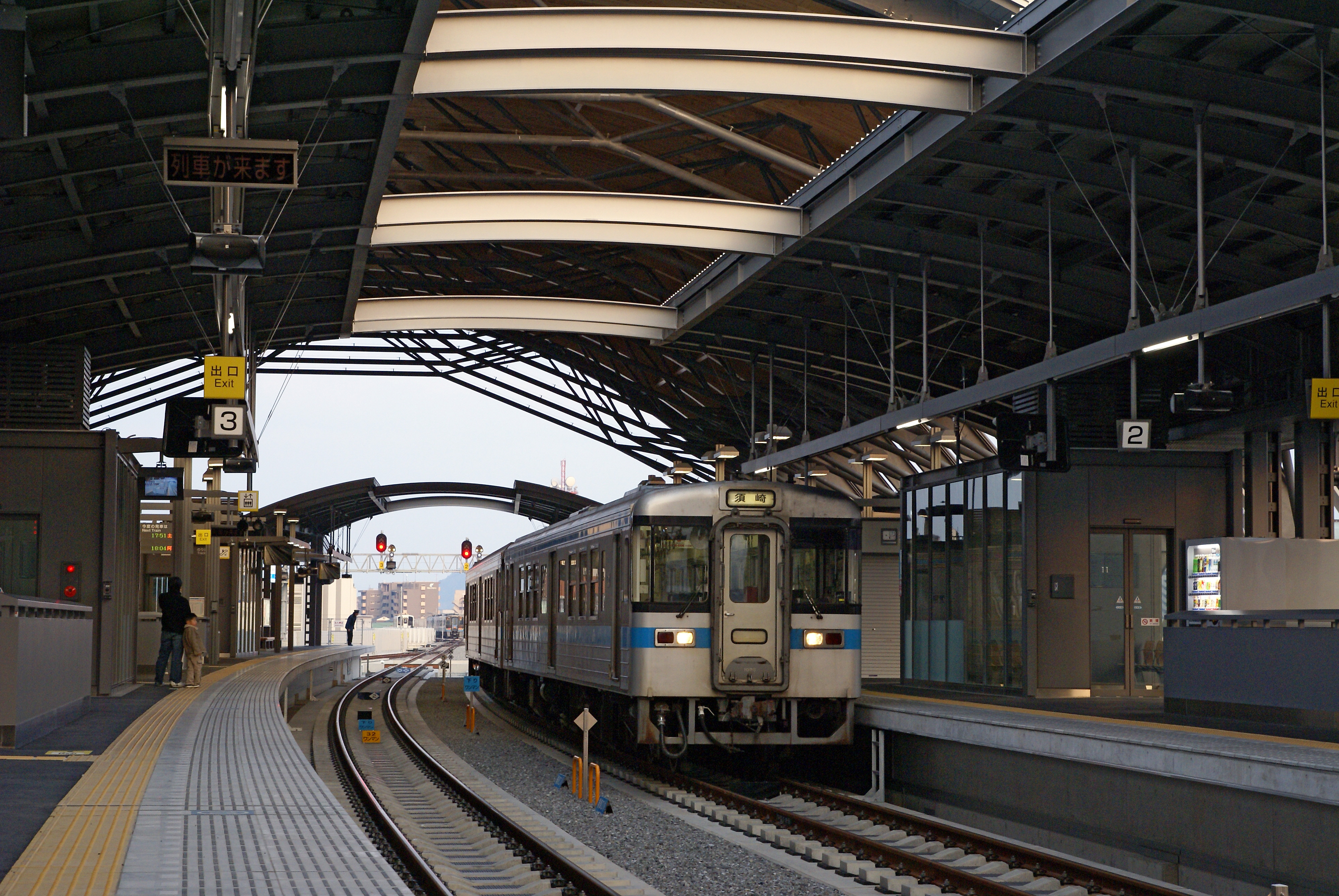
高知站
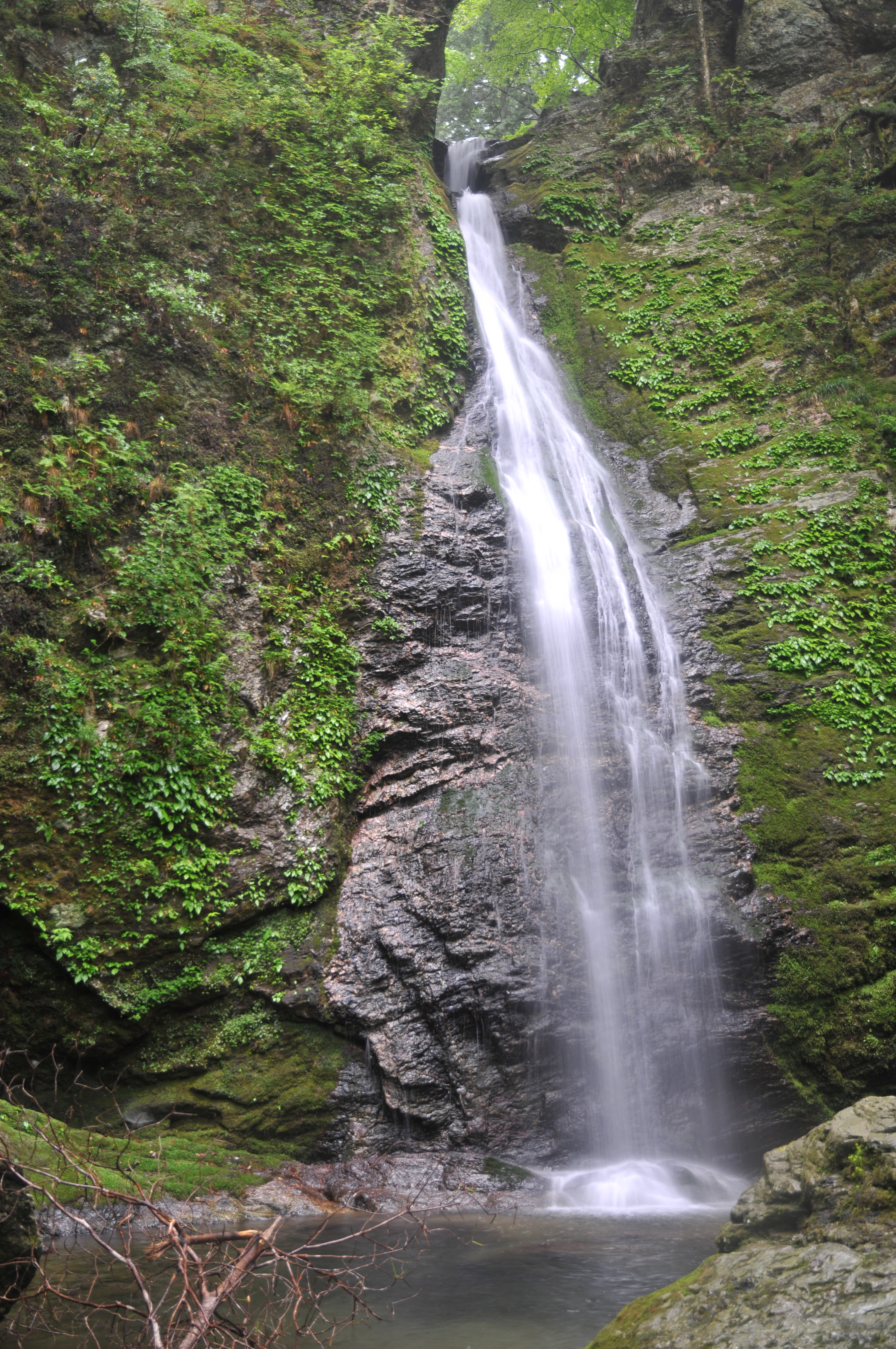
龍王瀑布
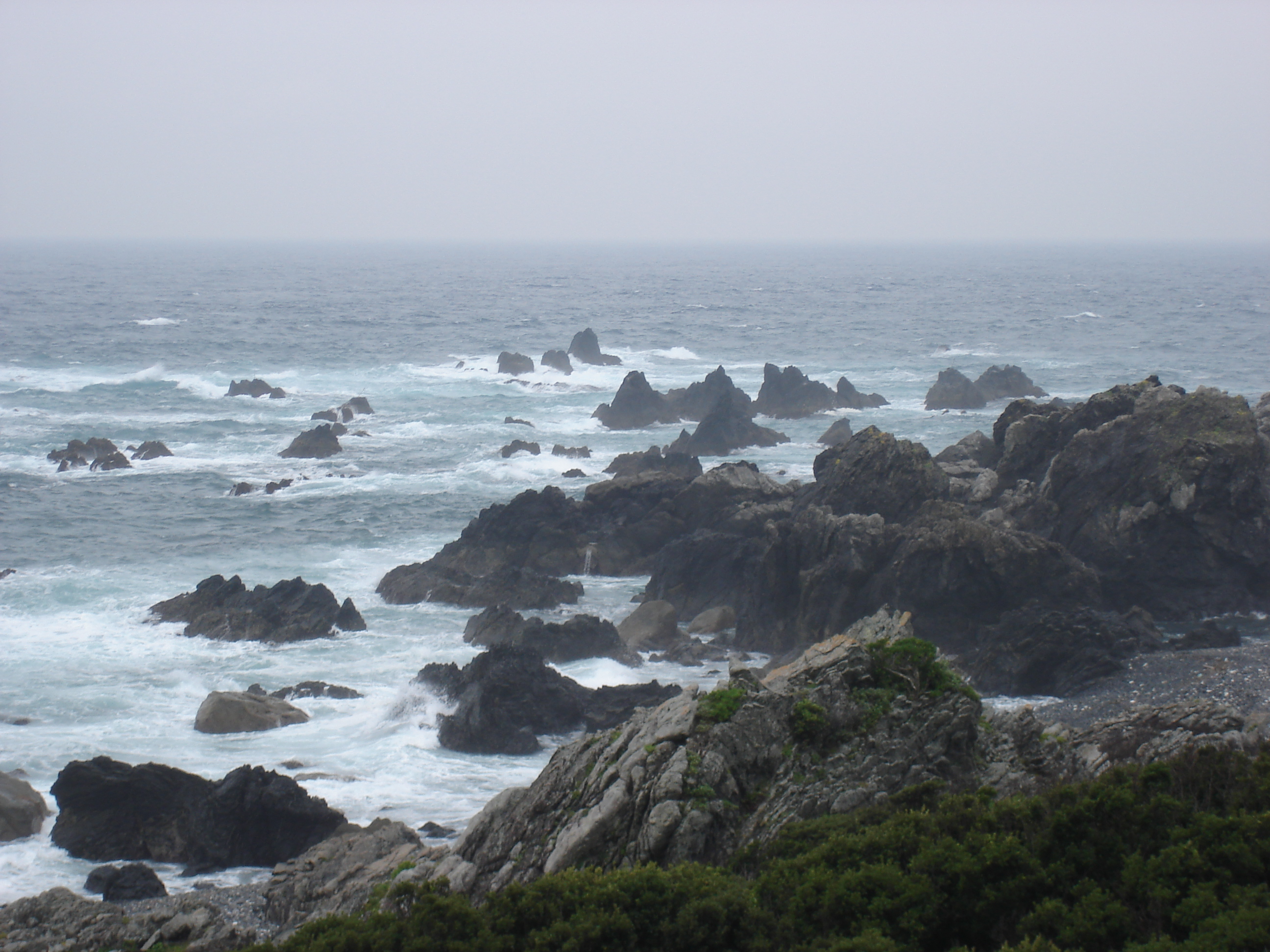
室戶岬

## 行政區劃
西部
高幡地域
- 須崎市
- 高岡郡
  - 中土佐町、檮原町、津野町、四萬十町

幡多地域
- 四萬十市
- 宿毛市
- 土佐清水市
- 幡多郡
  - 黑潮町、大月町、三原村

中部
- 高知市（縣廳所在地）

嶺北地域
- 長岡郡
  - 本山町、大豐町
- 土佐郡
  - 土佐町、大川村

物部川地域
- 南國市
- 香美市
- 香南市

仁淀川地域
- 土佐市
- 吾川郡
  - 伊野町、仁淀川町
- 高岡郡
  - 日高村、佐川町、越知町

東部
安藝地域
- 安藝市
- 室戶市
- 安藝郡
  - 東洋町、奈半利町、田野町、安田町、北川村、馬路村、藝西村

## 特產
| 水果・蔬菜     | 水果・蔬菜                       |
| -------------- | -------------------------------- |
| 土佐文旦       | 高知的特產。                     |
| 深層水茄子     | 利用室戶的海洋深層水栽培的茄子。 |
| 魚介類・海產物 |                                  |
| 土佐的清水鯖   | 土佐清水是高知的漁業基地。       |
| 鰹             |                                  |
| 香魚           | 四万十川捕獲的天然香魚。         |
| 肉類・乳製品   |                                  |
| 土佐ジロー     | 地方的雞品種。                   |
| 工藝品・民藝品 |                                  |
| 土佐打刃物     | 國家指定的傳統工藝品。           |
| 土佐和紙       | 國家指定的傳統工藝品。           |
| 土佐古代塗     |                                  |
| 土佐硯         | 幡多郡三原村。                   |
| 珊瑚           |                                  |
| 土佐備長炭     | 室戶市。                         |
| 參考資料：     |                                  |

## 运输

### 航空
- 高知機場（高知龍馬機場）

### 鐵路
- JR四国
  - 土讚线
  - 予土线
- 土佐黑潮铁道
  - 中村線
  - 宿毛線
  - 阿佐線
- 阿佐海岸铁道
  - 阿佐東線
- 土佐电交通
  - 棧橋線
  - 後免線
  - 伊野線

### 水運
- 高知港

## 教育
高知大學

## 註解
1. ↑  . 日本の名物特産品・特産物.   [2010-08-23]. （原始内容存档于2010-09-23）.

## 外部連結
- 高知縣網站 （页面存档备份，存于）（日語）（英文）（繁體中文）
- 維客旅行上的高知县 （页面存档备份，存于）（中文）
- 维基导游上有關高知县（中文）的旅行指南
- OpenStreetMap上有關高知县的地理
- 谷歌地圖